# Rasmus Villumsen

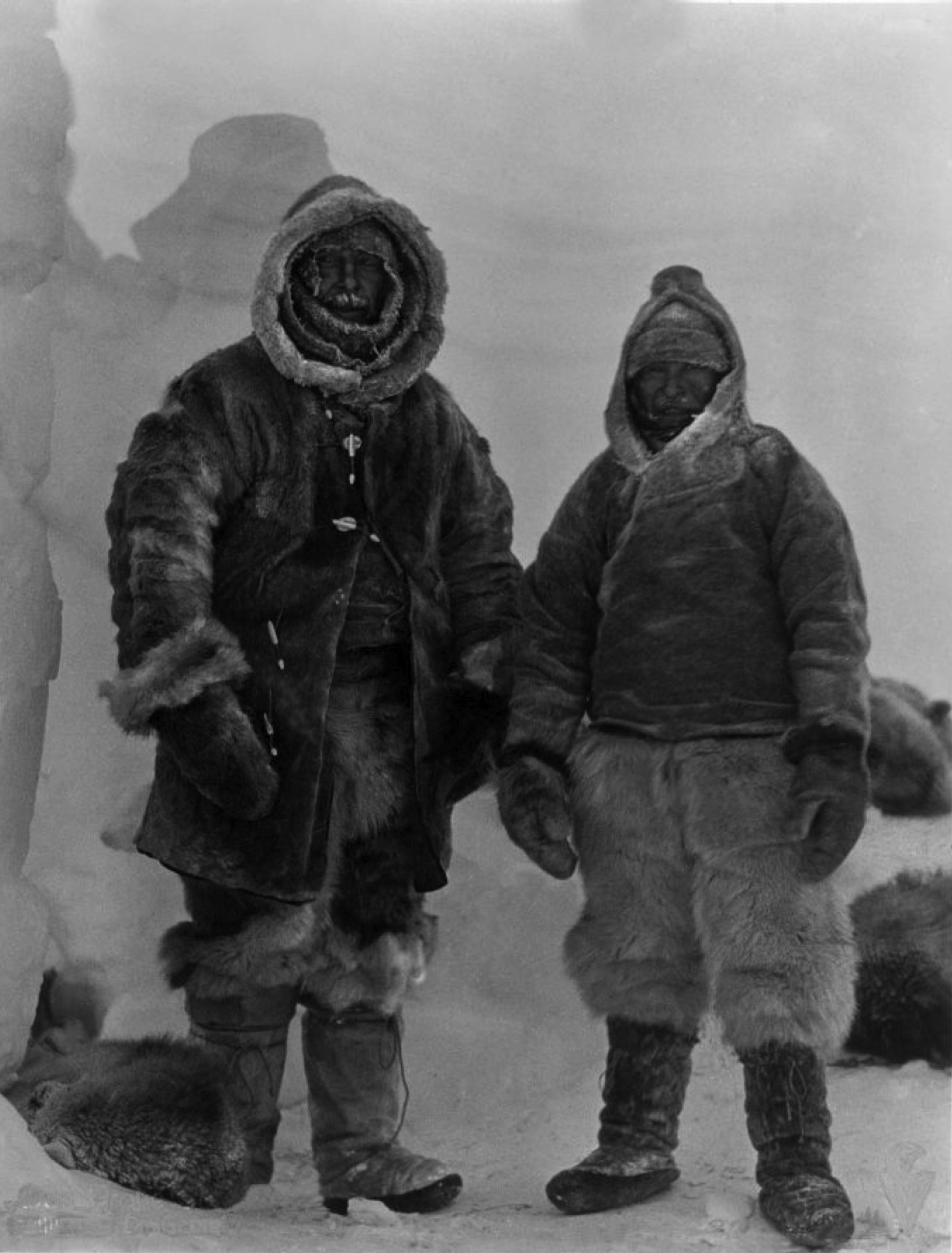
Letztes Foto von Alfred Wegener und Rasmus Villumsen (rechts) vor der Abfahrt von Eismitte

Karl Ole Rasmus Willumsen (* 17. November 1907 in Upernavik Kujalleq; † November 1930 im Grönländischen Inlandeis) war 1930 ein grönländischer Expeditionsteilnehmer.

## Leben
Rasmus Villumsen wurde 1907 in Upernavik Kujalleq als Sohn von Hans Frederik Lars Willumsen (1865–1939) und seiner Frau Johanne Juliane Judithe Møller (1882–1920) geboren. Nach dem Tod seiner Mutter zog die Familie in den 1920er Jahren nach Ukkusissat, der Heimat seines Vaters.
Villumsen nahm 1930 als Hundeführer an Alfred Wegeners 3. Deutschen Grönland Expedition auf das Inlandeis Grönlands teil. Sie stand von Anfang an unter schwierigen Vorzeichen. Zur Versorgung  der Forschungsstation Eismitte machte sich am 21. September 1930 Wegener mit dem Meteorologen Fritz Loewe und 13 Grönländern (unter ihnen Villumsen) auf eine vierte und letzte Transportreise vor der Überwinterung. Wegen der in diesem Jahr früh einsetzenden Schneestürme musste der Transport aufgegeben werden. Die Grönländer kehrten bis auf Villumsen um. Das Ziel der Weiterreisenden Wegener, Loewe und Villumsen bestand nur noch darin, Johannes Georgi und Ernst Sorge für die Überwinterung in Eismitte abzulösen. Sie erreichten am 30. Oktober unter schwierigsten Bedingungen mit ihren Hundeschlitten die Forschungsstation Eismitte (im Wesentlichen eine in das Eis gegrabene Höhle). Auf dem Rückweg, den Villumsen zusammen mit Wegener antrat, kam dieser vermutlich um den 16. November 1930 ums Leben. Am 12. Mai 1931 fand man Wegeners sorgfältig angelegtes Grab im Eis. Als Todesursache vermutete man Herzversagen infolge von Überanstrengung. Rasmus Villumsen, der ihn bestattet hatte, blieb verschollen und mit ihm Wegeners Tagebuch.
Am 9. August 1931 wurde er gemeinsam mit seinem älteren Bruder Jakob Johan Gabriel, dessen Leiche nach einem Kajakunglück einige Wochen zuvor ebenfalls verschollen war, zeremoniell verabschiedet.
Eine Gedenktafel für Rasmus Villumsen in deutscher und grönländischer Sprache hängt seit 1994 am neuen Schulgebäude von Ukkusissat. Sie geht auf eine Anregung Loewes zurück und war zunächst am alten Kirchhaus angebracht. Ihr Text lautet: „Rasmus Villumsen aus Uvkusigssat, der zusammen mit Alfred Wegener im November 1930 der Kälte und Dunkelheit des Inlandeises erlag, in steter dankbarer Erinnerung.“ 2023 eröffnete das Alfred-Wegener-Institut in Bremerhaven ein Technikzentrum mit dem Namen Rasmus-Willumsen-Haus.